# Seydou Bamba
Seydou Bamba (* 1935 oder 1936 in Obervolta (heute Burkina Faso); † 1996 in Bobo-Dioulasso) war ein Fußballspieler und -trainer aus dem westafrikanischen Staat Burkina Faso.
Er war Kapitän der Mannschaft von ASF Bobo-Dioulasso, als diese Ende der 1950er-Jahre einige Erfolge bei der Coupe d’AOF hatte. 1960 versuchte er erfolglos, Profi in Toulouse zu werden. Bamba spielte für die Burkinische Fußballnationalmannschaft und stand im Aufgebot bei ihrem ersten Spiel 1960.
Nach seiner Karriere hatte er zahlreiche Posten in der Sportverwaltung inne und trainierte den Verein Silures Bobo-Dioulasso ab 1976.